# Resolució 2230 del Consell de Seguretat de les Nacions Unides
La Resolució 2230 del Consell de Seguretat de les Nacions Unides fou adoptada per unanimitat el 14 de juliol de 2015. El Consell va ampliar el mandat de la Força Provisional de Seguretat de les Nacions Unides per a Abyei (UNISFA) a la frontera entre Sudan i Sudan del Sud uns altres cinc mesos fins al 15 de desembre de 2015.

## Contingut
Els esforços de Sudan i Sudan del Sud per delimitar la Zona Fronterera Segura Demilitaritzada, completar el Mecanisme Conjunt de Vigilància de Fronteres, establir un govern i una policia regional van quedar slenciats. Era important que els presidents d'ambdós països continuessin reunint-se regularment i que es reprenguessin les negociacions sobre l'estatut final d'Abyei. El Consell de Seguretat també va condemnar la presència d'agents sudanesos i sudanesos del sud i les incursions regulars de les milícies armades. Mentrestant, la regió era immersa en la violència a conseqüència del conflicte comunitari. 81.000 habitants depenien d'ajuda humanitària.
El mandat de la UNISFA a Abyei es va estendre fins al 15 de desembre de 2015. El mandat es revisaria si les parts complien els acords establerts respecte a la Zona Fronterera Segura Demilitaritzada.